# Оњи
Оњи (фр. Augny) насеље је и општина у североисточној Француској у региону Лорена, у департману Мозел која припада префектури Мец Кампањ.
По подацима из 2011. године у општини је живело 2204 становника, а густина насељености је износила 147,13 становника/km². Општина се простире на површини од 14,98 km². Налази се на средњој надморској висини од 475 метара (максималној 361 m, а минималној 165 m).

## Демографија
| 1962. | 1968. | 1975. | 1982. | 1990. | 1999. | 2011. |
| ----- | ----- | ----- | ----- | ----- | ----- | ----- |
| 1.074 | 1.148 | 1.390 | 1.503 | 1.576 | 1.738 | 2.204 |

График промене броја становника у току последњих година